# Ibn Sara As-Santarini
Abu-Muhàmmad Abd-Al·lah ibn Muhàmmad Ibn Sara aix-Xantariní, més conegut senzillament com a Ibn Sara aix-Xantariní (àrab: ابن صارة الشنتريني, Ibn Ṣāra ax-Xantarīnī) (Santarém, aleshores taifa de Badajoz, 1043 - 1123) fou un poeta andalusí. Va deixar la seva terra natal després de la intervenció almoràvit i la destitució dels reis taifes per instal·lar-se a Sevilla. Home culte i d'origen àrab, va haver de guanyar-se la vida com a copista, gramàtic i altres feines poc rendibles, buscant sovint la protecció dels poderosos. Els seus coetanis el consideraven un gran prosista i un extraordinari poeta. Molts dels seus poemes, tot i tenir gairebé mil anys d'història, es podrien considerar de completa actualitat. Teresa Garulo en presenta una recopilació, traduïts al castellà, a Poemas del fuego y otras casidas.